# Tchikpé
Tchikpé est un arrondissement du département du Couffo au Bénin.

## Géographie
Tchikpé est une division administrative sous la juridiction de la commune de Klouékanmè,.

## Démographie
Selon le recensement de la population effectué par l'Institut National de la Statistique Bénin en 2013, Tchikpé compte 13 076 habitants pour une population masculine de 6 061 contre 7 015 de femmes pour un ménage de 2 872.